# Cantone di Capendu
Il Cantone di Capendu era una divisione amministrativa dell'arrondissement di Carcassonne.
A seguito della riforma approvata con decreto del 21 febbraio 2014, che ha avuto attuazione dopo le elezioni dipartimentali del 2015, è stato soppresso.

## Composizione
Comprendeva i comuni di:
- Badens
- Barbaira
- Blomac
- Bouilhonnac
- Capendu
- Comigne
- Douzens
- Floure
- Fontiès-d'Aude
- Marseillette
- Montirat
- Monze
- Moux
- Roquecourbe-Minervois
- Rustiques
- Saint-Couat-d'Aude
- Trèbes
- Villedubert